# إسكان اجتماعي
الإسكان العام هو شكل من أشكال حيازة المساكن الذي يكون فيه العقار عادةً مملوكًا لهيئة حكومية، سواء كانت مركزية أو محلية. يهدف الإسكان العام إلى توفير سكن ميسور التكلفة، إلا أن التفاصيل والمصطلحات وتعريفات الفقر ومعايير التخصيص الأخرى تختلف في سياقات مختلفة.
الإسكان الاجتماعي هو أي مساكن مستأجرة قد تملكها- وتديرها- الدولة أو المنظمات غير الربحية أو كليهما، ويهدف عادة إلى توفير سكن ميسور التكلفة. يُقنّن الإسكان الاجتماعي بشكل عام من قبل الحكومة من خلال أشكال اختبار الوسائل أو من خلال التدابير الإدارية للاحتياجات السكنية. يمكن النظر إلى الإسكان الاجتماعي كتدبير محتمل لعدم المساواة في الإسكان. الإسكان الخاص هو شكل من أشكال حيازة الإسكان الذي يكون فيه العقار مملوكًا لفرد أو مطور عقاري خاص أو منظمة غير ربحية.

## لمحة تاريخية
وُجد الإسكان الاجتماعي بشكل غير منتظم قبل التطورات الحديثة، ويُعد مجمّع فوغيري أقدم مجمع سكني اجتماعي، إذ بُني في القرن السادس عشر في مدينة أوغسبورغ الألمانية.

ترجع أصول الإسكان البلدي الحديث إلى الفترة التي حدثت فيها زيادة هائلة في عدد السكان الحضريين بسبب الثورة الصناعية في القرن التاسع عشر. أبلغ العديد من المعلقين الاجتماعيين في المدن الكبيرة في تلك الفترة، مثل أوكتافيا هيل وتشارلز بوث، عن القذارة والمرض والفجور الذي نشأ. كتب هنري مايهيو أثناء زيارته بيثنال جرين في ذا مورنينغ كرونيكل:
«لم تكن هناك طرقات، مجرد أزقة في معظمها، ومنازل صغيرة بدون أساسات مقسمة إلى أجزاء، وفي كثير من الأحيان حول ساحات غير معبدة. وقد تفاقم النقص شبه الكامل في الصرف الصحي وشبكات المجاري بسبب البرك التي تشكلت بسبب حفر الطوب الرسوبي. عاشت الخنازير والأبقار في الأفنية الخلفية، وانتشرت الأعمال التجارية المؤذية مثل غلي الكرشة، وإذابة الشحم، أو تحضير لحوم القطط، والمجازر، وأكوام القمامة، وأضف إلى ذلك بحيرات الفضلات البشرية المتعفنة».
بدأ بعض المُحسنين في توفير المساكن في مجمعات سكنية، وقد بنى بعض أصحاب المصانع قرىً كاملة لعمالهم، مثل سالتير في عام 1853 وميناء صن لايت في عام 1888. تولت الدولة بشكل أساسي هذا الموضوع بعد تقرير من اللجنة الملكية في إنجلترا عام 1885، وأنتج ذلك قانون إسكان الطبقات العاملة لعام 1885، والذي مكّن مجالس الحكومة المحلية من إغلاق الممتلكات غير الصحية، وشجعهم على تحسين الإسكان في مناطقهم.
بنت مؤسسة مدينة لندن مساكن في شارع فارينغدون في عام 1865. كما بُني أول مشروع إسكان واسع النطاق في العالم في لندن محلّ حي أولد نيكول، وهو أحد الأحياء الفقيرة الأكثر شهرة في العاصمة. حُشر ما يقارب 6000 فرد في تلك الشوارع المزدحمة، حيث كان يموت طفل من بين أربعة أطفال قبل إتمامه عامًا. كتب آرثر موريسون كتابه المؤثر «طفل من الجاغو»، وهو سرد لحياة طفل في الأحياء الفقيرة، وقد أثار غضبًا شعبيًا. بدأ بناء مجمّع باوندري إيستيت في عام 1890 من قبل مجلس أشغال ميتروبوليتان، وأنهاه مجلس مقاطعة لندن الذي تشكل بعد ذلك في عام 1900.
دفع نجاح هذا المشروع العديد من المجالس المحلية للشروع في مخططات بناء مماثلة في أوائل القرن العشرين. أدت حركة الفنون والحرف اليدوية وأفكار نظرية المدينة الحدائقية لإبنيزر هوارد إلى إنشاء العقارات المنزلية المورقة في مجلس مقاطعة لندن مثل حقول توترداون أولًا ثم وورمولت واولد أوك لاحقًا.
أدت الحرب العالمية الأولى بشكل غير مباشر إلى تأسيس مجمّعات جديدة، عندما لوحظ تدهور الصحة الجسدية وحالة العديد من المجندين الحضريين في الجيش البريطاني. لم يكن حوالي 41% من المجندين مؤهلين للخدمة بحلول عام 1946، وأدى ذلك إلى حملة عُرفت باسم منازل تصلح للأبطال، وفي عام 1919 أجبرت الحكومة المجالس أولًا على توفير الإسكان، ومساعدتها على القيام بذلك من خلال تقديم الإعانات، بموجب قانون الإسكان لعام 1919. جُربت مشاريع الإسكان العام في بعض الدول الأوروبية والولايات المتحدة في ثلاثينيات القرن العشرين، لكنها لم تنتشر على نطاق عالمي إلا بعد الحرب العالمية الثانية.

## أفريقيا

### جنوب أفريقيا
تسبب الفصل العنصري في جنوب إفريقيا بمعدلات فقر عالية بين السود في جنوب إفريقيا، لذا سعت حكومة ما بعد الفصل العنصري إلى بناء مساكن اجتماعية للأسر السوداء الفقيرة، في المناطق الحضرية ذات الفرص الاقتصادية. قدمت برامج إعادة الإعمار والتنمية والأعمال التي فتحت آفاق جديدة أكثر من 3.5 مليون منزل بين عامي 1995-2020، لكنها لم تلبي الطلب بالكامل، وبُنيت بعيدًا عن المناطق الحضرية الداخلية، مما أدى إلى تفاقم الانقسامات العرقية. قُدِّر النقص في المساكن بنحو 3.7 مليون وحدة في عام 2021. سعت إدارة المستوطنات البشرية، التي تسهل تنمية الإسكان القومي، إلى الانتقال من نموذج التنمية الذي يركز على الإسكان إلى نظرة شاملة، بما في ذلك الخدمات.

## الأمريكتان

### كندا
يتخذ الإسكان العام في كندا عادة شكل كتلة من المساكن المدعومة المبنية لهذا الغرض والتي تديرها وكالة حكومية، وغالبًا ما يشار إليه بالإسكان المجتمعي، مع منازل مستقلة يسهل إدارتها. تحافظ العديد من المدن في كندا على ناطحات سحاب ضخمة مجمعة في أحياء الطبقة العاملة، وهو نظام أصبح غير مرغوب فيه في كل من الولايات المتحدة والمملكة المتحدة. ما تزال العديد من شركات الإسكان العامة تقدم مجموعة متنوعة من المباني والمجمعات التي تتراوح من منازل فردية إلى مجتمعات تاون هاوس وشقق متوسطة الارتفاع وشاهقة، في أحياء الطبقة العاملة والطبقة المتوسطة التي تضم عددًا كبيرًا من الكنديين ذوي الدخل المنخفض.
تأسست مؤسسة خدمات الإسكان الاجتماعي في مقاطعة أونتاريو في عام 2002 بعد تطبيق اللامركزية في الإسكان العام على البلديات المحلية، وذلك لتقديم خدمات جماعية لمقدمي خدمات الإسكان الاجتماعي (الإسكان العام، والإسكان غير الربحي، والإسكان التعاوني). وتعدّ مؤسسة غير ربحية توفر لمقدمي الإسكان في أونتاريو ومديري الخدمات، خدمات الشراء والتأمين والاستثمار والمعلومات بالجملة التي تضيف قيمة كبيرة لعملياتهم.
سار التوجه مؤخرًا نحو دمج الإسكان العام مع سوق الإسكان والاستخدامات الأخرى. تهدف خطط الإنعاش لأماكن مثل وسط المدينة سيئ السمعة في فانكوفر، وريجنت بارك في تورنتو، وروتشستر هايتس في أوتاوا، إلى توفير أماكن إقامة أفضل للمقيمين ذوي الدخل المنخفض، وربطهم بالمجتمع الأكبر.
تهدف خطط إعادة الإعمار غالبًا إلى الدمج بشكل أفضل مع شبكة الشوارع التقليدية، وتحسين وسائل الترفيه والمرافق الثقافية. لم يكن لسكان هذه المجتمعات رغم ذلك سوى القليل من المدخلات الفعالة في الخطط، وتباينت ردود أفعالهم تجاه عمليات البناء.
غيّرت فانكوفر، التي لطالما اعتبرت واحدة من أعلى المدن تكلفة في العالم، تعريف الإسكان الاجتماعي في عام 2014، ليعني استئجار المساكن حيث تشغل الأسر التي لا تستطيع دفع إيجارات السوق ما لا يقل عن 30% من الوحدات السكنية، بسبب نقص الدخل.

## معرض الصور

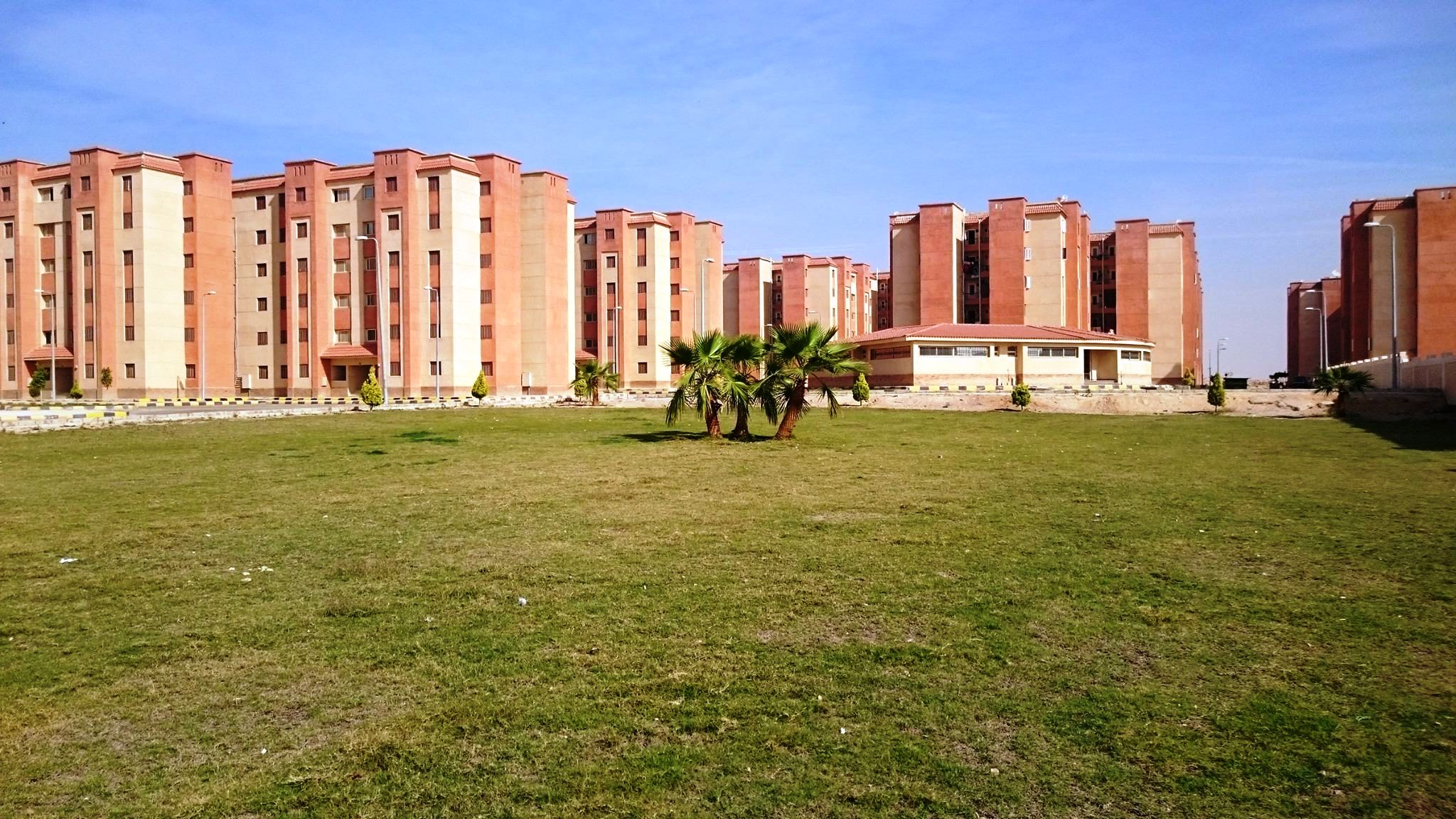
إسكان اجتماعي بمدينة برج العرب الجديدة بمصر
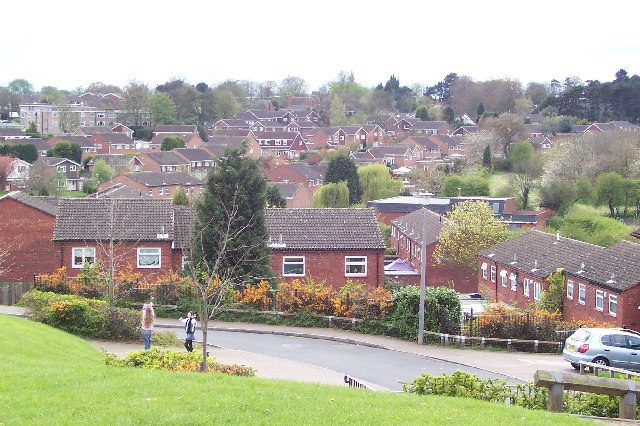
إسكان اجتماعي في غرب الوسط بإنجلترا
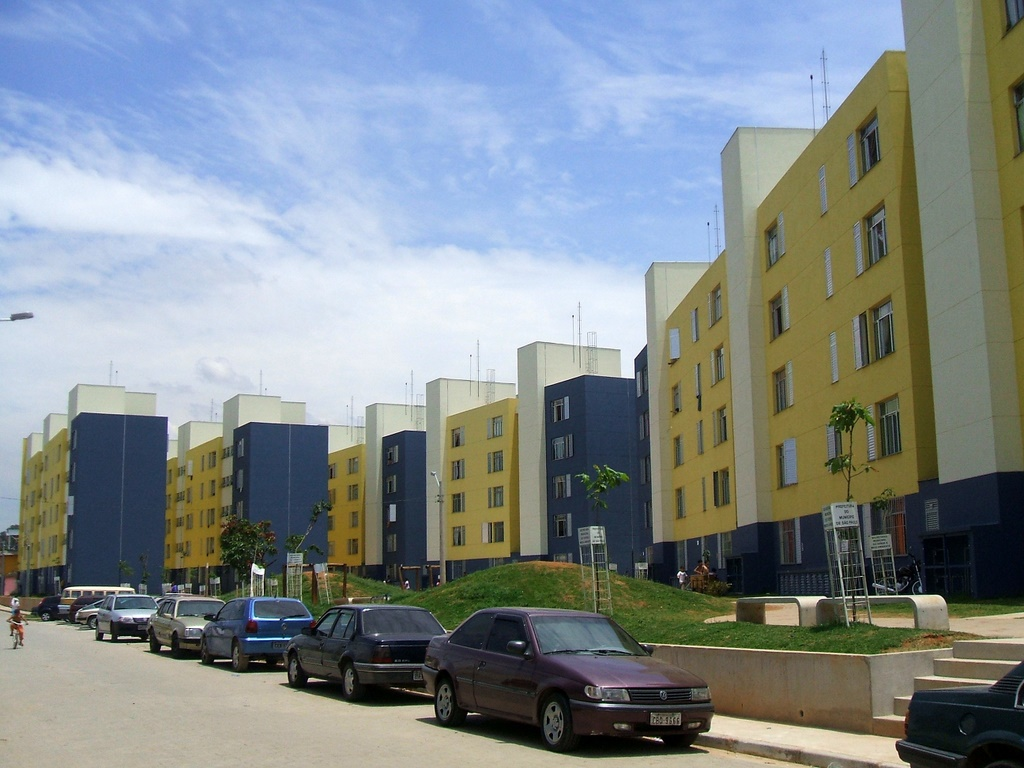
إسكان اجتماعي بالبرازيل